# Claude Fleury
Claude Fleury (ur. 6 grudnia 1640 w Paryżu, zm. 14 lipca 1723 tamże) – francuski duchowny katolicki i historyk Kościoła katolickiego.
Przez kilka lat praktykował jako prawnik. W 1669 przyjął święcenia kapłańskie. Od 1717 był spowiednikiem króla Francji Ludwika XV. Autor wydanej w 20 tomach publikacji Histoire ecclésiastique poświęconej historii Kościoła katolickiego. Od 1696 członek Akademii Francuskiej.